# Bataille pour la colline 3234
 (mars 2024).
Si vous disposez d'ouvrages ou d'articles de référence ou si vous connaissez des sites web de qualité traitant du thème abordé ici, merci de compléter l'article en donnant les références utiles à sa vérifiabilité et en les liant à la section « Notes et références ».
Guerre d'Afghanistan
La bataille pour la colline 3234, ou de la colline 3234, est une bataille de l'opération Magistral ayant eu lieu à plus de 3 200 m d'altitude, dans le cadre de la première guerre d'Afghanistan qui opposa l'Union soviétique aux moudjahidines afghans dans les années 1980. Du 7 au 8 janvier 1988, 39 parachutistes soviétiques défendent leurs positions contre une force de 200 à 250 moudjahidin. Seuls 6 morts et 28 blessés sont soviétiques, tandis que les moudjahidines comptent plus de 200 morts.
Deux des soldats soviétiques tués, Viatcheslav Alexandrovitch Alexandrov et Andreï Melnikov, sont décorés à titre posthume de l'Étoile d'or des Héros de l'Union soviétique. Tous les parachutistes dans cette bataille sont élevés à l'Ordre du Drapeau rouge et à l'Ordre de l'Étoile rouge.

## Dans la culture populaire
La bataille est la trame principale du film russe Le 9e escadron, sorti en 2005.
La bataille est le thème de la chanson Hill 3234 du groupe de power metal suédois Sabaton.

## Arrière-plan
En novembre 1987, la 40e armée soviétique dirigée par le général Boris Gromov a lancé l'opération Magistral pour ouvrir la route de Gardez à Khost, près de la frontière pakistanaise. Khost était isolée depuis des mois par les moudjahidines dirigés par Jalaluddin Haqqani et devait être réapprovisionnée par voie aérienne. Des négociations ont été entreprises avec la tribu locale Jadran ainsi qu'avec Haqqani. Ces pourparlers n’ont pas abouti, principalement en raison de la détermination inébranlable de Haqqani qui voulait contrôler la ville comme noyau de son État afghan indépendant et comme base pour de futures incursions plus profondes dans le pays. Avant l'opération, il y avait également une vaste campagne de propagande, avec la création d'une station de radio spéciale, appelant les habitants de Jadran à cesser de soutenir les moudjahidines et à quitter les zones de combat.
Même pendant les négociations, un plan d'opération détaillé a été élaboré et les forces nécessaires mises en alerte. Après l’échec des négociations, l’offensive a été lancée. L'opération impliquait les 108e et 201e divisions motorisées et les parachutistes suivants : 103e division aéroportée de la Garde (345e régiment) et 56e brigade. Ils étaient soutenus par cinq divisions d'infanterie et une division de chars du gouvernement afghan. Les services de renseignement et de reconnaissance aérienne préalables avaient identifié un certain nombre de sites fortifiés importants détenus par les rebelles sur la route entre Kaboul et Khost. Les fortifications comprenaient un champ de mines avec des mines d'environ 3 km de profondeur, 10 lance-roquettes BM-21, de nombreux canons anti-aériens et des positions de mitrailleuses lourdes DShK, des canons sans recul, des mortiers et des RPG. Les rebelles étaient bien préparés pour la défense et ont rendu impénétrables le col principal et les collines environnantes. Le commandement soviétique était conscient qu'une attaque directe serait suicidaire et a donc décidé de tromper les rebelles pour qu'ils révèlent leurs positions. Le 28 octobre 1987, un faux atterrissage a été effectué dans les zones contrôlées par les moudjahidines, lançant depuis les airs des mannequins déguisés. Grâce à cela, un avion de reconnaissance a pu transmettre les coordonnées des positions rebelles à l'armée de l'air et après plusieurs frappes aériennes et un barrage d'artillerie de quatre heures, l'opération Magistral a commencé.

## La bataille
Au fur et à mesure de l'opération, les commandants soviétiques voulaient sécuriser tout le tronçon de route allant de Gardez à Khost. L'un des points les plus importants était la colline sans nom désignée par sa hauteur de 3234 m, qui était assignée à la 9e compagnie du 345e régiment aéroporté de la Garde indépendante dirigée par le colonel Valery Vostrotin. La compagnie de 39 hommes a atterri au sommet de la colline le 7 janvier 1988, avec pour mission de créer et de maintenir un point fort au sommet de la colline à partir duquel observer et contrôler une longue section de la route en contrebas et ainsi la sécuriser pour le passage en toute sécurité des convois.
Peu de temps après l'atterrissage, les troupes aéroportées, bien entraînées et expérimentées dans la campagne afghane, ont commencé à prendre des positions couvrant à la fois la route et les passages en montée. Alors qu'ils s'étaient retranchés, les moudjahidines ont commencé leur attaque à 15 h 30. Ils ont d’abord tiré avec toutes les armes possibles, y compris des canons sans recul et des RPG. Après quelques salves, l'artillerie soviétique a commencé à répondre, le commandant du premier peloton, le lieutenant Viktor Gagarine, dirigeant le feu via une radio. Lorsque les tirs des rebelles se sont ralentis, il était clair que c'était le début d'un assaut d'infanterie.
Les troupes aéroportées ont été attaquées par une force coordonnée et bien armée composée de 200 à 250 moudjahidines. Les attaques ont été menées dans deux directions, ce qui indique que les assaillants pourraient avoir été assistés par des rebelles entraînés au Pakistan. Au cours de la bataille qui a suivi, l'unité soviétique était en communication constante avec le quartier général et a reçu tout ce que les dirigeants de la 40e armée avaient à offrir en termes de soutien d'artillerie, de munitions, de renforts et d'évacuation des blessés par hélicoptère.
La première attaque à 15 h 30 le 7 janvier a été suivie de 11 autres attaques jusqu'à juste avant l'aube du 8 janvier, lorsque les moudjahidines se sont retirés, laissant la colline 3234 toujours aux mains des parachutistes soviétiques. Les Soviétiques épuisés et pour la plupart blessés étaient presque à court de munitions et ne seraient pas en mesure de résister à un nouvel assaut.

## Victimes

### Union soviétique
Les forces soviétiques ont subi de lourdes pertes, avec 6 hommes sur 39 tués et 28 blessés. Deux des soldats tués, Viatcheslav Alexandrovitch Alexandrov et Andreï Alexandrovitch Melnikov, ont reçu à titre posthume l'étoile d'or du héros de l'Union soviétique. Tous les parachutistes participant à cette bataille ont reçu l'ordre du Drapeau rouge et l'ordre de l'Étoile rouge.

### Moudjahidines
Selon les estimations soviétiques, les moudjahidines ont perdu plus de 100 hommes. Les moudjahidines portaient des uniformes noirs avec des rayures rectangulaires noir-jaune-rouge. Plusieurs sources ont affirmé que les moudjahidines étaient en réalité des membres des Cigognes noires, une division commando indépendante de l'armée pakistanaise.